# Население Алма-Аты
Население Алматы отличалось непрерывным ростом (за исключением кратковременного периода 1992—1994 гг.) и заметным разнообразием демографических тенденций. За свою относительно недолгую по мировым меркам полуторавековую историю город проделал быстрый путь от небольшой станицы до крупного мегаполиса с постоянным населением свыше 2,2 млн чел. (2023 г., оценка). Во многом это стало возможным благодаря массовым миграционным процессам, которые объяснялись наличием у города статуса столицы Казахской ССР, а затем и суверенного Казахстана, в 1927—1997 гг., то есть на протяжении 70 лет. В настоящее время Алматы наряду с Астаной и Шымкентом имеет статус города республиканского значения и продолжает оставаться крупнейшим городом республики, в котором проживает около 11% населения страны. С середины XX века характерной особенностью демографических процессов в Алматы является сильное влияние на них ряда разнородных этнополитических факторов. Национальный состав города, отличавшийся стабильным преобладанием русского этноса до конца XX века, находился в активной переходной фазе в период между 1970—2006 гг. и после 2007 г. характеризуется преобладанием этнических казахов (61,45 %, 2020 г., оценка). Также с конца 1990-х годов языковая среда города трансформировалась из почти исключительно русскоязычной в двуязычную.

## Динамика численности населения Алматы
Алматы является городом-миллионером непрерывно с начала 1982 года. Доля населения этого мегаполиса в численности городского населения Казахстана также постоянно растёт: если в 1989 г. она составляла 11,9 %, то с 1999 по 2002 гг. — 13,4 %, 2003 г. — 13,6 %, 2004 г. — 13,8 %, 2005 г. — 14,0 %, 2006 г. — 14,3 %, 2007 г. — 14,6 %, 2008 г. достигла 16,0 %. В результате к 2016 году население Алматы начало стремительно приближаться к ташкентскому, а также обогнало население таких крупных европейских городов как Брюссель или Милан. На 1 января 2019 года население города составило 1 854 570 человек (данные комитета по статистике РК № 36-7/118 от 01.04.2019г.).
| Численность населения | Численность населения | Численность населения | Численность населения | Численность населения | Численность населения | Численность населения | Численность населения | Численность населения | Численность населения |
| 1854                  | 1859                  | 1879                  | 1913                  | 1926                  | 1939                  | 1959                  | 1970                  | 1979                  | 1982                  |
| --------------------- | --------------------- | --------------------- | --------------------- | --------------------- | --------------------- | --------------------- | --------------------- | --------------------- | --------------------- |
| 470                   | ↗5000                 | ↗18 423               | ↗40 000               | ↗45 400               | ↗222 000              | ↗456 000              | ↗665 000              | ↗899 700              | ↗1 000 000            |
| 1989                  | 1999                  | 2003                  | 2004                  | 2005                  | 2006                  | 2007                  | 2008                  | 2009                  | 2010                  |
| ↗1 071 900            | ↗1 129 400            | ↗1 149 641            | ↗1 175 208            | ↗1 209 485            | ↗1 247 896            | ↗1 287 246            | ↗1 324 739            | ↗1 361 877            | ↗1 391 095            |
| 2011                  | 2012                  | 2013                  | 2014                  | 2015                  | 2016                  | 2017                  | 2018                  | 2019                  | 2020                  |
| ↗1 414 017            | ↗1 450 327            | ↗1 475 579            | ↗1 574 326            | ↗1 672 483            | ↗1 727 139            | ↗1 777 821            | ↗1 811 117            | ↗1 854 570            | ↗1 916 822            |
| 2021                  | 2022                  | 2023                  |                       |                       |                       |                       |                       |                       |                       |
| ↗1 977 011            | ↗2 101 485            | ↗2 211 198            |                       |                       |                       |                       |                       |                       |                       |

## Алматинская агломерация
Помимо постоянно растущего населения в пределах городской черты, Алматы стал ядром Алматинской агломерации с населением 2 460,4 тыс. чел. на 1 января 2015 года.

## Национальный состав
В 1959 году русские составляли 73,1% населения Алматы, а казахи — 8,6%. В дальнейшем процент казахов постоянно возрастал, а в середине 2000-х годов казахи стали большинством. По состоянию на 2025 год русские составляют менее 19% населения города.
Заметную роль в жизни города играет уйгурская община. Численность уйгуров в Алматы, согласно данным на начало 2010 г., составляет 80 529 человек, или 5,73% от общей численности населения города.
Корейцы в Казахстане исторически концентрируются в Алматы. Между 1989 и 1999 годами численность корейцев в Алматы выросла на 27,9%, приблизившись к отметке в 30 000 человек. Здесь же ныне наблюдается их максимальная концентрация (1,9% населения).
|               | 1989, чел. | %       | 1999 , чел. | %       | 2009 , чел. | %       | 2025, чел. | %       |
| ------------- | ---------- | ------- | ----------- | ------- | ----------- | ------- | ---------- | ------- |
| всего         | 1 071 927  | 100,00% | 1 129 356   | 100,00% | 1 365 632   | 100,00% | 2 292 055  | 100,00% |
| Казахи        | 255 133    | 23,80%  | 434 397     | 38,46%  | 724 202     | 53,03%  | 1 471 393  | 64,19%  |
| Русские       | 615 365    | 57,41%  | 510 366     | 45,19%  | 452 947     | 33,17%  | 428 952    | 18,75%  |
| Уйгуры        | 43 351     | 4,04%   | 60 427      | 5,35%   | 71 245      | 5,22%   | 122 390    | 5,34%   |
| Корейцы       | 14 931     | 1,39%   | 19 090      | 1,69%   | 24 610      | 1,80%   | 39 211     | 1,71%   |
| Татары        | 25 329     | 2,36%   | 24 770      | 2,19%   | 20 865      | 1,53%   | 31 435     | 1,37%   |
| Азербайджанцы | 5451       | 0,51%   | 6529        | 0,58%   | 7430        | 0,54%   | 22 002     | 0,96%   |
| Узбеки        | 4684       | 0,44%   | 4304        | 0,38%   | 6849        | 0,50%   | 14 684     | 0,64%   |
| Украинцы      | 42 243     | 3,94%   | 22 835      | 2,02%   | 11 903      | 0,87%   | 21 184     | 0,92%   |
| Дунгане       | 2258       | 0,21%   | 4565        | 0,40%   | 6223        | 0,46%   | 18 156     | 0,79%   |
| Турки         | 1689       | 0,16%   | 3128        | 0,28%   | 5065        | 0,37%   | 9089       | 0,40%   |
| Киргизы       | 1430       | 0,13%   | 997         | 0,09%   | 4488        | 0,33%   | 9308       | 0,41%   |
| Немцы         | 20 806     | 1,94%   | 9390        | 0,83%   | 5743        | 0,42%   | 12 775     | 0,55%   |
| Курды         | 883        | 0,08%   | 1356        | 0,12%   | 1962        | 0,14%   | 5412       | 0,24%   |
| Чеченцы       | 2194       | 0,20%   | 2304        | 0,20%   | 2182        | 0,16%   | 3810       | 0,17%   |
| Ингуши        | 2621       | 0,24%   | 2746        | 0,24%   | 2321        | 0,17%   | 3492       | 0,15%   |
| Армяне        | 2346       | 0,22%   | 2144        | 0,19%   | 1917        | 0,14%   | 2642       | 0,12%   |
| Белорусы      | 6912       | 0,64%   | 3438        | 0,30%   | 1782        | 0,13%   | 3505       | 0,15%   |
| другие        | 24 301     | 2,27%   | 16 570      | 1,47%   | 13 898      | 1,02%   | 72 615     | 3,17%   |

## Прочие показатели
Ожидаемая продолжительность жизни алматинцев в 2015 году достигла 74 лет.

## Миграционные процессы и туризм
В 2013 году Алматы посетило почти 175 тысяч иностранцев, в 2014 году — 212 тысяч. Из них 87 тысяч составили граждане Узбекистана. Из Турции и Кыргызстана прибыло более 24 тысяч, 8,5 составили граждане КНР. В 2014 году власти города выдали более 7 тысяч разрешений на работу для экономических мигрантов.
После начала войны в Украине из России прибыло значительное количество россиян, не желающих участвовать в военных действиях. Точное количество оставшихся в городе мигрантов установить трудно, так как некоторые используют город как промежуточный пункт на своём пути из России.